# 葉霍里夫卡 (庫皮揚斯克區)
49°48′8″N 37°23′38″E / 49.80222°N 37.39389°E
葉霍里夫卡（烏克蘭語：Єгорівка）是位於烏克蘭東部的村莊，由哈爾科夫州庫皮揚斯克區的金德拉希夫卡市鎮負責管轄。該村始建於1946年，面積0.2平方公里，海拔高度150米，2001年人口13。